# Jessica Rothe
Jessica Ann Rothenberg (Denver, Colorado, 28 de mayo de 1987) es una actriz estadounidense, más conocida por interpretar a Alexis en La La Land (2016) y a Tree Gelbman en la película slasher Happy Death Day (2017) y su secuela (2019).

## Primeros años y educación
Jessica, a la edad de 8, tomó clases de ballet. Cuando era pequeña asistía a campamentos de verano de teatro en Kansas City.
Ella asistió a la Universidad de Boston, donde se graduó con una licenciatura de BFA, y durante ese tiempo pudo aprender a tocar el violín, baile de tap y alfarería.
En febrero de 2019, Rothe anunció que estaba comprometida con el actor Eric Flem. El 12 de septiembre de 2020, los dos se casaron en Morrison, Colorado.

## Carrera
Sus créditos regionales incluyen la producción de The Cherry Orchard escenificada por Nicholas Martin y Kate Burton (Teatro Huntington) y el Hair de Kevin Moriarty (Teatro Hangar).
Apareció en películas como Parallels, Lily & Kat, The Preppy Connection y Juveniles. Sus otros créditos incluyen L'estate addosso de Gabriele Muccino, The Disaster Artist y Please Stand By con Dakota Fanning y Toni Collette.
Rothenberg hizo su notable aparición en la película de comedia romántica estadounidense, La La Land en 2016 protagonizada por Emma Stone y Ryan Gosling. La película se estrenó en el Festival de Cine de Venecia el 31 de agosto de 2016. Fue lanzado oficialmente en los Estados Unidos el 9 de diciembre de 2016.
Protagonizó la serie de corta duración de MTV Mary + Jane interpretando a Paige. Además, ha aparecido en programas de televisión como MacGyver, Blue Bloods, Last Call with Carson Daly y Hollywood Today Live.
El 24 de junio de 2016, se informó que protagonizaría con Alex Roe, la película de drama romántico Forever My Girl dando vida a Josie. Inicialmente el estreno estaba previsto para el 27 de octubre de 2017, pero fue retrasado hasta enero de 2018.
En 2017, Rothe protagonizó la película slasher Happy Death Day anteriormente titulado Half to Death, dirigida por Christopher Landon.  y en febrero de 2019 la secuela Feliz día de tu muerte 2 . 
En noviembre de 2016, se anunció que fue elegida para protagonizar el musical Valley Girl, remake de la película homónima de 1983 protagonizada por Nicolas Cage y Deborah Foreman. Valley Girl se estrenó simultáneamente a través de video ha pedido y en autocines seleccionados el 8 de mayo de 2020 por United Artists Releasing. Inicialmente se programó para recibir un gran estreno en cines en la misma fecha, pero estos planes se cancelaron debido a la pandemia de COVID-19. La película recibió críticas mixtas de los críticos, con elogios por la banda sonora, la actuación y el tono, aunque muchos la consideraron inferior a la película original.

## Filmografía

### Cine
| Año  | Título                     | Papel                  | Notas y premios |
| ---- | -------------------------- | ---------------------- | --------------- |
| 2013 | Promised Land              | Maya                   | Cortometraje    |
| 2013 | The Last Keepers           | Jessica                |                 |
| 2013 | The Hot Flashes            | Millie Rash            |                 |
| 2013 | Bastards of Young          | Samantha               |                 |
| 2013 | Jack, Jules, Esther and Me | Jules                  |                 |
| 2014 | Dissocia                   | Jess                   | Cortometraje    |
| 2015 | Lily & Kat                 | Lily                   |                 |
| 2015 | Parallels                  | Beatrix Carver         |                 |
| 2015 | The Preppie Connection     | Laura                  |                 |
| 2016 | Juveniles                  | Amber                  |                 |
| 2016 | Trust Fund                 | Reese Donahue          |                 |
| 2016 | Wolves                     | Lola                   |                 |
| 2016 | The Tribe                  | Jenny                  |                 |
| 2016 | Summertime                 | Jules                  |                 |
| 2016 | La La Land                 | Alexis                 |                 |
| 2016 | Better Off Single          | Mary                   |                 |
| 2017 | Tater Tot & Patton         | Andie                  |                 |
| 2017 | Please Stand By            | Julie                  |                 |
| 2017 | Happy Death Day            | Theresa «Tree» Gelbman |                 |
| 2018 | Forever My Girl            | Josie Mollee Swan      |                 |
| 2019 | Happy Death Day 2U         | Theresa «Tree» Gelbman |                 |
| 2020 | Valley Girl                | Julie Richman          |                 |
| 2020 | All My Life                | Jennifer «Jenn» Carter |                 |
| 2021 | Body Brokers               | May                    |                 |
| 2024 | Boy Kills World            | Mina Van Der Koy       |                 |

### Televisión
| Año  | Título                                     | Papel           | Notas                          |
| ---- | ------------------------------------------ | --------------- | ------------------------------ |
| 2010 | America's Most Wanted: America Fights Back | Bojana Mitic    | 1 episodio (documental)        |
| 2011 | The Onion News Network                     | Katie Clements  | 2 episodios                    |
| 2011 | Teen Choice Awards                         | Katie Clements  | Especial de televisión         |
| 2011 | Happy Endings                              | Adolescente     | 1 episodio                     |
| 2012 | Gossip Girl                                | Mujer joven     | 1 episodio                     |
| 2013 | Blue Bloods                                | Sylvie Freeland | 1 episodio                     |
| 2013 | Futurestates                               | Maya            | 1 episodio                     |
| 2013 | High Maintenance                           | Rachel          | 1 episodio                     |
| 2014 | Next Time on Lonny                         | Stephanie       | 6 episodios (recurrente)       |
| 2016 | Chicago P.D.                               | Madison         | 1 episodio                     |
| 2016 | Mary + Jane                                | Paige           | Elenco principal; 10 episodios |
| 2020 | Utopia                                     | Samantha        | 4 episodios (recurrente)       |
| 2024 | Virgin River                               | Sarah Monroe    | Recurrente (temporada 6)       |